# Alan Voskuil
Alan Mark Voskuil (Mobile, 10 settembre 1986) è un ex cestista statunitense naturalizzato danese.

## Biografia
Suo padre David si era trasferito in Danimarca per giocare a pallacanestro: lì ha conosciuto la madre di Alan che poi si è trasferita negli Stati Uniti.

## Carriera
Nel 2009 è uscito dalla Texas Tech University, dove è stato anche allenato da Bob Knight.
La sua carriera si è sviluppata tra Spagna, Canada e Italia, prima di approdare in Francia e tornare nel campionato italiano, questa volta a Biella.
Già all'esordio contro Veroli mette in mostra buone doti di tiro, che raggiungono il massimo contro Jesi: 40 punti in 33 minuti, con 12 triple realizzate (record italiano nei campionati di serie A e A2) 1/3 da 2 e 2/2 ai liberi.
Chiude il suo campionato al secondo posto per media punti con 18,5 (52,9% da due, 40,7% da tre, 84,8% ai liberi) e al primo posto nei play-off con la media di 23,5 punti giocando 4 partite (52,9% da due, 41,5% da tre e 89,3% ai liberi).
Contribuisce alla conquista da parte della formazione Biellese della Coppa Italia LNP con il 62,5% da due, il 37% da tre e il 100% ai liberi.
La Pallacanestro Biella conferma il giocatore per la stagione 2014-15.
Il 6 gennaio 2015 partecipa all'All Star Game, tenutosi al PalaBam di Mantova, vincendo la gara del tiro da tre punti. Nella stagione 2015-16 passa alla Virtus Roma. La stagione successiva firma con l'Anversa dove rimane fino ad aprile 2017 quando firma con la Viola Reggio Calabria dove contribuisce alla salvezza dei calabresi. Nel giugno 2017 firma con la Blu Basket 1971. Al termine della stagione non rinnova con la squadra lombarda. Nell'estate 2018 firma con la Pallacanestro Piacentina, neo promossa in Serie A2.